# Iglesia de San Bartolomé (Sóller)
La iglesia de San Bartolomé de Sóller (en catalán, Sant Bartomeu de Sóller) es el templo parroquial del municipio de Sóller, en las Islas Baleares, España. Se encuentra en la plaza de la Constitución. Está catalogada como Bien de Interés Cultural.

## Historia
Tras la conquista de Mallorca por Jaime I en 1229, se establecieron las primeras iglesias en la isla y Ferrer de Sant Martí, procurador de Tarragona, participó en la conquista y dotó a la iglesia de Sóller con la cuarta parte de los diezmos que le habían correspondido del municipio, por lo que podría considerarse el fundador del templo medieval. El papa Inocencio IV con bula otorgada en Lyon en 1248 dedicó la parroquia de Sóller a San Bartolomé. Este templo medieval en estilo románico y gótico era muy diferente al actual, siendo sus dimensiones mucho más reducidas. En 1370 el templo primitivo ya estaba en estado ruinoso y se comenzó a edificar un nuevo edificio de altura más adecuada a las necesidades de la población. En 1492 el arzobispo Juan de Dios, obispo auxiliar de Mallorca, consagró el nuevo templo. La iglesia tenía su fachada principal donde actualmente se encuentra el portal lateral. o portal de Dalt. Todavía se puede observar el portal de medio punto cegado y, encima, un ventanal de tradición románica. La cabecera se encontraba donde actualmente está la calle de Joan Baptista Ensenyat y se puede apreciar un ventanal de estilo románico.
El 11 de mayo de 1561, con motivo de un ataque corsario a Sóller, se construyó una fortificación cuadrada que cerraba todo el recinto de la iglesia del siglo XV para proteger a la población en caso de nuevo ataque.
En 1688 se derrumbó el templo medieval y se erigió sobre este una nueva iglesia de estilo barroco que no estuvo concluida hasta 1733, modificándose incluso la orientación de la iglesia.
La tercera y última reconstrucción se produjo en 1904, cuando comenzaron las obras modernistas y neogóticas por el discípulo de Antoni Gaudí, Joan Rubió Bellver, oriundo de Reus. Las obras consistieron en la realización de la fachada principal y las capillas del Bautismo y de las Almas en el interior. En 1913 comenzó un período de paralización de las obras hasta 1946, concluyéndose la fachada modernista y neogótica en 1947.